# Geiselnahme von Gladbeck
Die Geiselnahme von Gladbeck (auch bekannt als Gladbecker Geiseldrama) war ein aufsehenerregendes Verbrechen in Deutschland und den Niederlanden im Sommer 1988, in dessen Verlauf drei Menschen ums Leben kamen. Der Bankraub mit anschließender Geiselnahme begann im nordrhein-westfälischen Gladbeck und endete nach rund 54 Stunden auf der Autobahn 3 bei Bad Honnef mit einem Zugriff des Spezialeinsatzkommandos (SEK) der Kölner Polizei. Im Nachgang der Tat wurde am Verhalten von Polizei und Berichterstattern massive Kritik geübt und eine gesellschaftliche Debatte über Verantwortung und Grenzen des Journalismus angestoßen.
Die beiden Haupttäter Hans-Jürgen Rösner und Dieter Degowski überfielen am 16. August 1988 die in einem Einkaufszentrum des Gladbecker Stadtteils Rentfort befindliche Filiale der Deutschen Bank. Rösners Freundin Marion Löblich schloss sich am Abend desselben Tages den Tätern an. Auf ihrer Flucht nahmen sie mehrmals Geiseln und fuhren mit ihnen durch das nordwestliche Deutschland sowie in die Niederlande. Nach einem Aufenthalt in der Kölner Innenstadt konnten die drei Geiselnehmer am frühen Nachmittag des 18. August 1988 bei dem Zugriff des SEK festgenommen werden.
Während der Flucht in einem entführten Linienbus erschoss Degowski den 14-jährigen Italiener Emanuele De Giorgi. Auf der Fahrt zum Tatort kam der 31-jährige Polizist Ingo Hagen in Bremen bei einem Verkehrsunfall ums Leben. Während der abschließenden Polizeiaktion auf der Autobahn wurde eine weitere Geisel, die 18-jährige Silke Bischoff, tödlich getroffen. Die forensische Untersuchung ergab, dass das Projektil aus Rösners Waffe stammte.
Das Verhalten der Journalisten, die durch ihre große Nähe zum Geschehen die Arbeit der Polizei behinderten, entfachte später eine intensive öffentliche Debatte. Unter anderem wurden mit den Tätern mehrere Interviews geführt, ein Pressefotograf fungierte als Verbindungsmann zur Polizei und ein Kölner Journalist fuhr im Fluchtauto mit, um den Tätern den Weg aus der Innenstadt zu zeigen. In der Mediensystemforschung ist die Gladbecker Geiselnahme ein wichtiger Untersuchungsgegenstand.
Neben der Kritik an der Rolle der Medien wurden schwere Vorwürfe gegen die Verantwortlichen der Polizei in Nordrhein-Westfalen und Bremen erhoben. Wegen deren mangelhafter Führung und Koordination hätten die Einsatzkräfte vor Ort Gelegenheiten nicht nutzen können, die Geiselnahme früher zu beenden. Trotz zahlreicher Rücktrittsforderungen blieb der nordrhein-westfälische Innenminister Herbert Schnoor im Amt, während der Bremer Innensenator Bernd Meyer im November 1988 wegen der polizeilichen Fehler zurücktrat.

## Täter
Hans-Jürgen Rösner (* 1957) hatte eine Förderschule besucht und als junger Mann in Gladbeck zahlreiche Raubüberfälle und Einbrüche begangen. Vor der Geiselnahme hatte er insgesamt elf Jahre in Haft verbracht. Nach ihm war gefahndet worden, seit er im August 1986 von einem Hafturlaub nicht zurückgekehrt war.
Dieter Degowski (* 1956) stammt aus Gladbeck. Dort hatte er ebenfalls die Förderschule besucht und lebte von Gelegenheitsarbeiten und Sozialhilfe. Er und Rösner waren bereits seit der Schulzeit befreundet.
Marion Löblich (* 1954) besuchte in ihrer Kindheit die Förderschule in Bremen und war zum Zeitpunkt der Tat die Freundin Rösners.

## Chronik der Ereignisse

### 16. August 1988

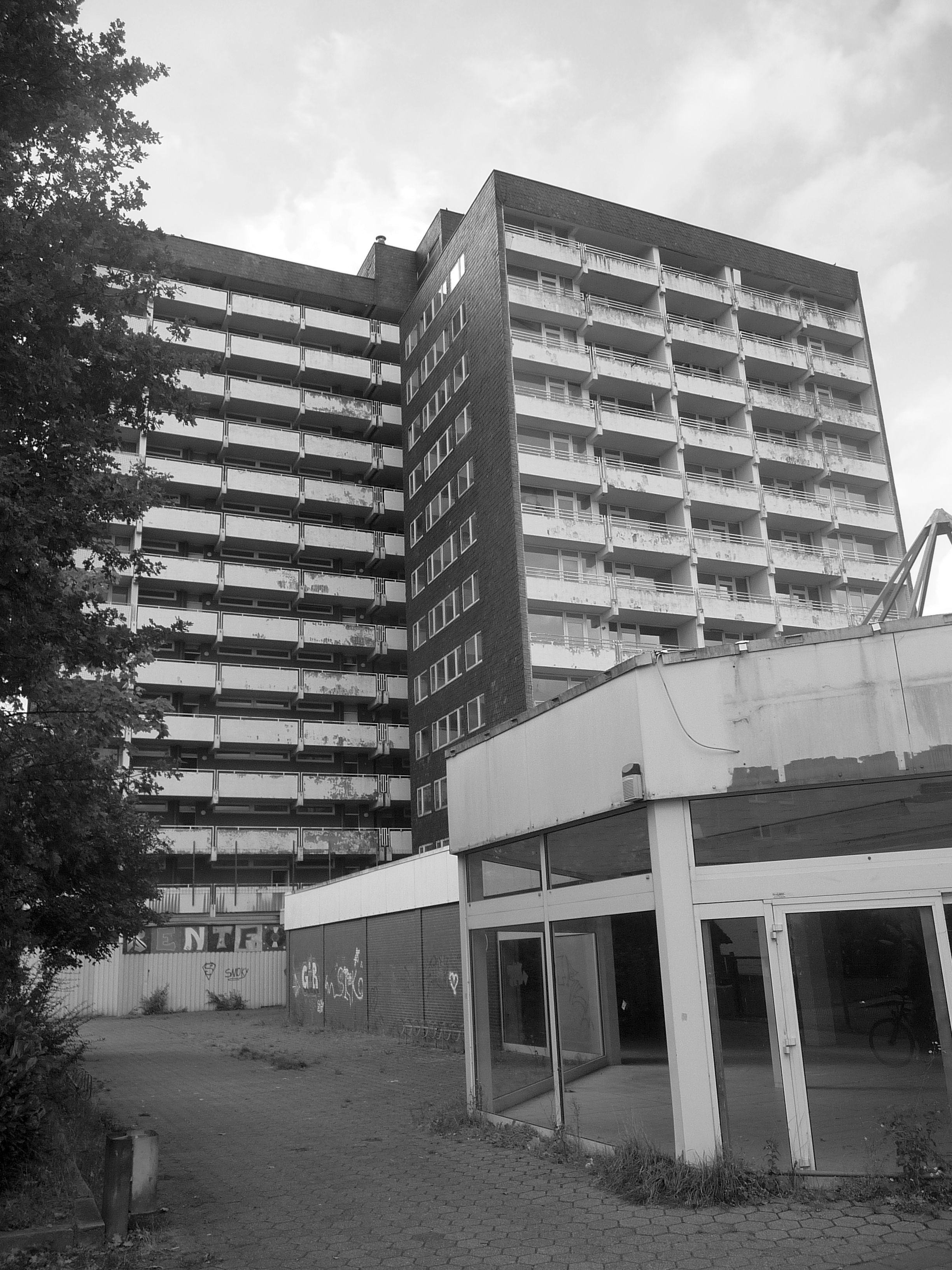
2015: Ehemaliges „Geschäftszentrum Nord“ in Gladbeck, Schwechater Str. 38, wo sich die Filiale der Deutschen Bank befand. Der gesamte Bau wurde 2021/22 abgerissen.

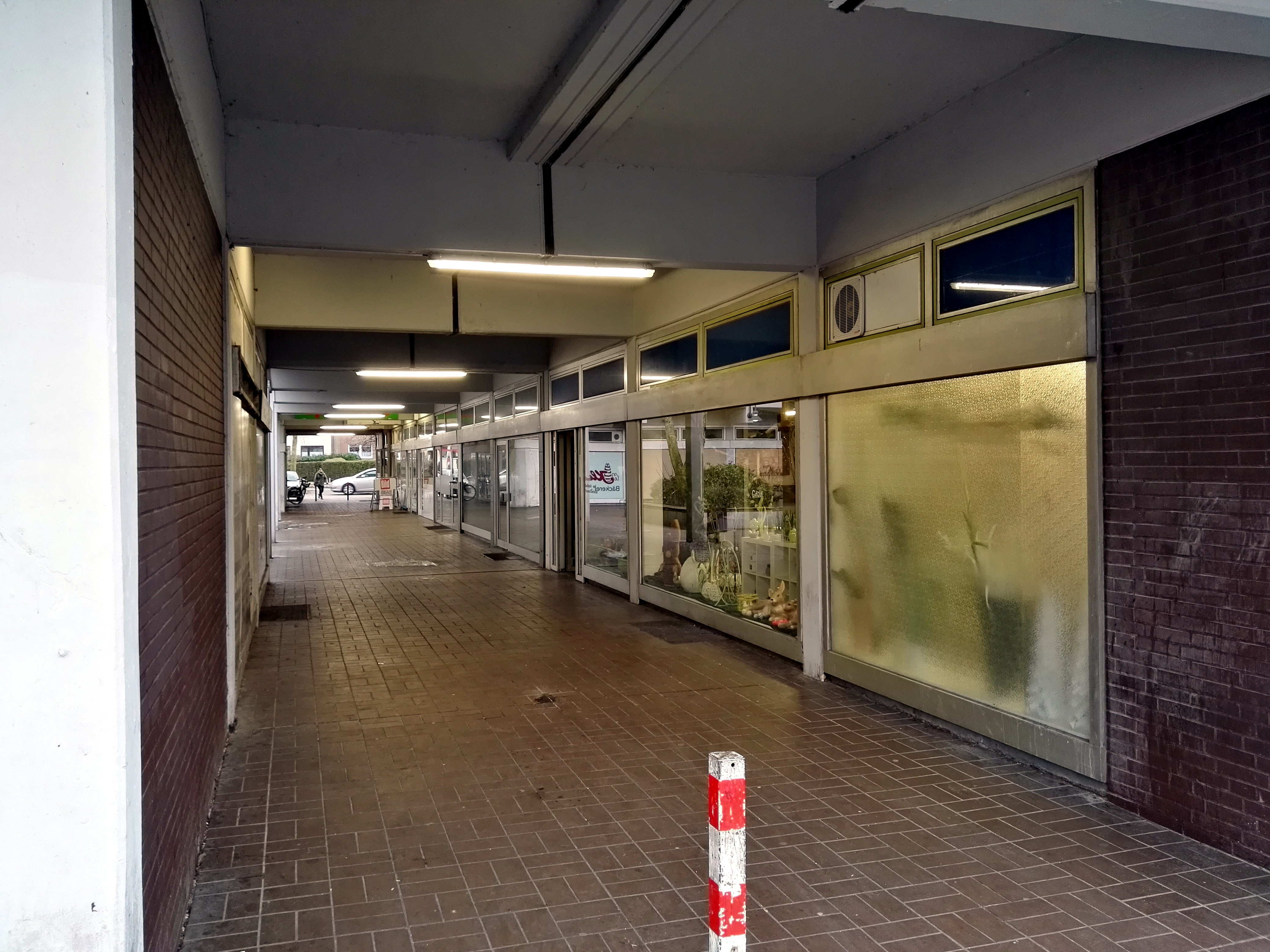
Ehemalige Deutsche-Bank-Filiale (rechte drei Fenster). Das Ladenlokal links davon wurde für die Verfilmung Gladbeck genutzt

Vor Schalteröffnung drangen Rösner und Degowski am Dienstag, dem 16. August 1988, um 7:55 Uhr in die Filiale Schwechater Straße 38 der Deutschen Bank ein. Diese befand sich im hinteren Zugang des Atriums des Geschäftszentrums Rentfort-Nord. Auf der Rückseite des Gebäudes gab es hochgelegene, vergitterte Oberlichter, die zu einem um den gesamten Gebäudekomplex verlaufenden breiten Versorgungsweg führten. Das Atrium war durch zwei weitere überdachte Zugänge zu erreichen, von denen einer auf der gegenüberliegenden Seite lag. Links der Bank befanden sich Ladenlokale. Daher war es Degowski und Rösner kaum möglich, aus der Bank heraus mögliche Fluchtwege zu beobachten. Sie hatten lediglich einen Teileinblick ins Atrium sowie Sicht auf die zwei überdachten Zugänge zum Atrium. Der aus der Bank heraus gesehen linke Zugang führte zum für den öffentlichen Verkehr gesperrten Versorgungsweg, der rechte zur Straße.
Um 8:04 Uhr ging bei der Polizei der Notruf eines Arztes ein, dessen Praxis sich im ersten Obergeschoss des Gebäudes befand. Er habe die Täter beim Eindringen beobachtet. Die ersten eintreffenden Beamten parkten ihren Streifenwagen direkt vor dem zur Straße liegenden Zugang. Als Degowski und Rösner mit ihrer Beute von 120.000 DM (entspricht inflationsbereinigt in heutiger Währung rund 129.000 €) die Bank verließen, entdeckten sie das Polizeifahrzeug, kehrten um und nahmen zwei Bankangestellte als Geiseln. Anschließend forderten sie einen Fluchtwagen, Handschellen und Lösegeld. Um ihre Forderungen zu unterstreichen, gaben sie einige Schüsse ab. Der Journalist Hans Meiser des Fernsehsenders RTL plus rief in der Bankfiliale an und führte das erste Telefoninterview mit Rösner.
Nach stundenlangen Verhandlungen erhielten sie 300.000 DM (entspricht heute rund 323.000 €) und ein Fluchtfahrzeug, in dem sie mit ihren beiden Geiseln um 21:45 Uhr losfuhren. Die Polizei ließ sie scheinbar abziehen, konnte den Wagen aber mit Hilfe eines Peilsenders verfolgen. Im Nachhinein berichteten die Fahnder von einem völlig atypischen Verhalten der Geiselnehmer nach der Abfahrt: Anstatt Gladbeck zu verlassen, deckten sich die Täter mit Reiseproviant und Alkohol ein. Mit gezogener Waffe gab Rösner eine Großbestellung in einer Imbissstube ab und kaufte anschließend Schlaftabletten in einer Apotheke. Aus Angst, dass der Fluchtwagen von der Polizei präpariert sein könnte, versuchte Rösner, ein anderes Fahrzeug zu beschaffen. Mit gezogener Pistole betrat er eine Gaststätte, um ein vor der Tür geparktes Fahrzeug zu rauben. Da sich der Fahrzeughalter selbst dann nicht zu erkennen gab, nachdem Degowski von außen durch die Scheibe geschossen hatte, zogen sich die Täter zurück.
Vor einer Spielhalle raubten die Geiselnehmer schließlich ein neues Fluchtfahrzeug, entschlossen sich jedoch, das Fahrzeug erneut zu wechseln. An einer Tankstelle auf der Horster Straße in Gladbeck entwendete Rösner einem Polizeibeamten seine Dienstwaffe und ein Funkgerät. Anschließend gerieten die Täter in eine Falle der Polizei: Rösner stahl ein auffällig geparktes Fahrzeug, das von den Beamten zuvor mit einem Peilsender präpariert worden war. Bevor die Täter mit den Geiseln Gladbeck in Richtung Münster verließen, stieg Marion Löblich, die Freundin Rösners, zu. Über Münster ging es über die A 1 weiter nach Osnabrück und von dort über die A 30 in Richtung Bad Oeynhausen. An der Raststätte Grönegau bei Melle wurde dabei pausiert. Am Autobahnkreuz Bad Oeynhausen fuhr man über die A 2 zurück in das Ruhrgebiet. Am Kamener Kreuz ging es dann über die A 1 weiter nach Süden in Richtung Hagen.

### 17. August 1988

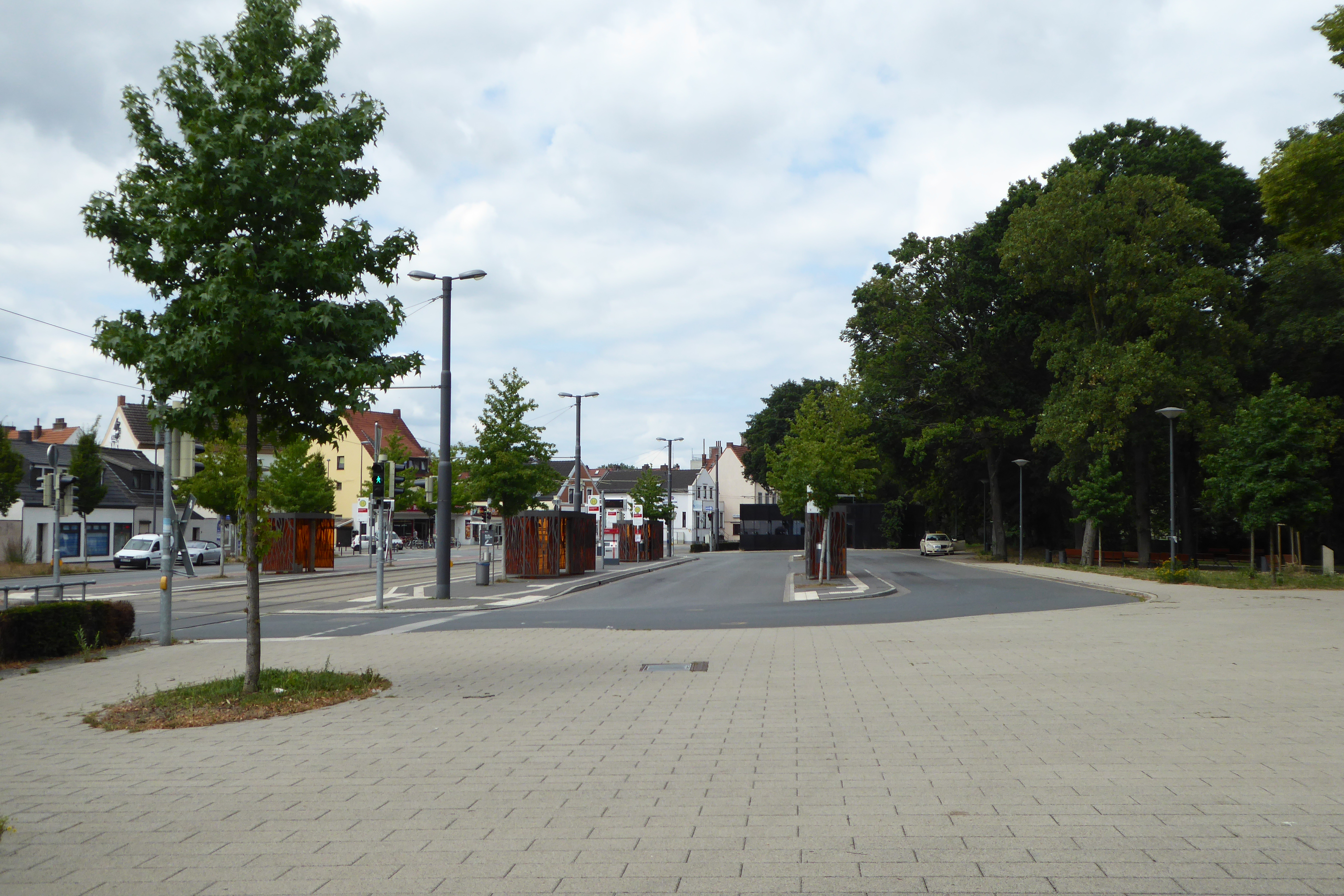
Busbahnhof Huckelriede. Am rechten Bildrand sind der zum Gedenken gepflanzte Ginkgo-Baum und die vom Bremer Senat aufgestellte Stele mit den Namen der drei Opfer zu erkennen (Foto: August 2019)

Täter und Geiseln frühstückten unbehelligt im westfälischen Hagen. Anschließend fuhren sie über die Autobahn nach Bremen, wo Löblich Verwandte hatte. In Bremen-Vegesack besuchten Rösner und seine Freundin eine Boutique, um dort Kleidung zu kaufen. Da die Polizei davon ausging, dass die Freilassung der Geiseln unmittelbar bevorstehe, ließ sie eine Gelegenheit zum Zugriff verstreichen, als Degowski, der alleine bei den Geiseln zurückgeblieben war, das Auto mit den Geiseln kurzzeitig verließ. Nachdem die Geiselnehmer bemerkt hatten, dass sie von Polizeikräften verfolgt wurden, brachten sie im Ortsteil Huckelriede am 17. August um 19 Uhr einen Bus der Linie 53 der Bremer Straßenbahn AG mit 32 Fahrgästen in ihre Gewalt. Anschließend gab Rösner gegenüber Vertretern der Presse ein verworrenes, fatalistisches Statement ab. Auch die beiden Geiseln aus der Bank wurden von Reportern interviewt, während die Geiselnehmer ihnen die Pistole an den Kopf hielten.
Nachdem sie fünf Businsassen freigelassen hatten, fuhren Degowski, Rösner und Löblich im Bus mit nunmehr 29 Geiseln auf die A 1. An der Raststätte Grundbergsee (zwischen den Anschlussstellen 50-Stuckenborstel und 51-Posthausen) ließen sie die beiden Bankangestellten im Austausch gegen zwei Journalisten frei. Ohne Weisung der Einsatzleitung nahmen zwei Polizeibeamte Rösners Freundin fest, als diese die Toilette der Raststätte aufsuchen wollte. Wer über Funk die Anweisung zum Zugriff gegeben hatte, konnte im Nachhinein nicht mehr festgestellt werden. Die Polizisten, die Löblich festgenommen hatten, beriefen sich später auf Notwehr, Löblich habe sie bedroht.
Rösner und Degowski verlangten die sofortige Freilassung und drohten, nach fünf Minuten eine Geisel zu erschießen. Obwohl die Einsatzleitung die sofortige Freilassung Löblichs befahl, kam es zu Verzögerungen, denn sie war bereits mit einem Fahrzeug weggefahren worden und der Schlüssel war in den Handschellen abgebrochen. Noch vor Verstreichen der Frist und der Rückkehr von Rösners Freundin schoss Degowski dem 14-jährigen Italiener Emanuele De Giorgi, der seine 9-jährige Schwester schützen wollte, in den Kopf.
Da die Bremer Einsatzleitung versäumt hatte, einen Rettungswagen (RTW) in der Nähe des Busses bereitzuhalten, dauerte es über 15 Minuten, bis ein aus Rotenburg kommender Notarzt eine Erstversorgung des Jungen vornehmen konnte. Der herbeigerufene RTW erreichte das Bremer St.-Jürgen-Krankenhaus, dort konnte jedoch rund 45 Minuten später nur noch der Tod von De Giorgi festgestellt werden. Im späteren Prozess wurde allerdings festgestellt, dass das verspätete Eintreffen des RTW nicht ursächlich für den Tod des Jungen gewesen war.
Der Bus mit den drei Geiselnehmern samt Geiseln fuhr dann über die Autobahnen A 1 und A 30 weiter in Richtung Niederlande. Am späten Abend verunglückte der 31-jährige Polizeiobermeister Ingo Hagen tödlich, als er von Bremen aus zur Raststätte Grundbergsee unterwegs war, um die Vorfälle zu dokumentieren: Gegen 23:15 Uhr war ein LKW an einer Baustelle der Neuenlander Straße auf die Gegenfahrbahn geraten und kollidierte frontal mit dem Polizeifahrzeug; zwei weitere Polizisten wurden leicht bzw. schwer verletzt.

### 18. August 1988
Um 2:28 Uhr überquerte der Bus die niederländische Grenze bei Bad Bentheim und hielt wenige Kilometer dahinter bei Oldenzaal. In der Nacht umringte die niederländische Polizei den Bus weiträumig und ließ niemanden in das Gebiet, um weitere Geiselnahmen zu vermeiden. Ein Journalist aus Essen gelangte dennoch durch die Absperrung und fuhr mit seinem Pkw bis an den Bus. Als einer der Täter ihn entdeckte und mit der Waffe auf ihn zielte, flüchtete er aus dem polizeilichen Sperrgebiet.
Am frühen Morgen wurden zwei Frauen und drei Kinder freigelassen, da die niederländische Polizei sich weigerte, mit den Geiselnehmern zu verhandeln, solange noch Kinder in ihrer Gewalt seien. Nachdem Rösner bei der Annahme einer Plastiktüte versehentlich einen Schuss abgegeben hatte, der Löblich in den Oberschenkel traf und den Busfahrer an einer Hand verletzte, begann eine Schießerei mit den im angrenzenden Wald befindlichen Polizisten. Dabei durchschoss Degowski die rechten Seitenscheiben des Busses. Die drei Geiselnehmer erhielten schließlich um 6:30 Uhr einen neuen Fluchtwagen. Das von der deutschen Polizei bereitgestellte Fahrzeug – ein BMW 735i – hatte das niederländische Kennzeichen HR 20 TN erhalten und war mit einer Abhöranlage (Amtsdeutsch: Innenraumsprachübertragung) ausgestattet. Zur Erfassung des Standorts mittels Funkpeilung war ein eigener Sender installiert, über eine Funkfernsteuerung konnte der Motor abgestellt bzw. sein Starten verhindert werden.
Mit zwei Geiseln aus dem Bremer Bus, Silke Bischoff und Ines Voitle, fuhren Degowski, Rösner und Löblich in dem BMW wieder zurück nach Deutschland. Kurz nach 7 Uhr passierten sie – unbehelligt von Grenzschutz und Zoll – den Übergang Glanerbrug bei Gronau. Da die Einsatzkräfte angenommen hatten, dass die Geiselnehmer nach dem Grenzübertritt wegen der Verletzung Löblichs möglicherweise sofort ein Krankenhaus aufsuchen würden, waren sowohl das Lukas- als auch das Antonius-Krankenhaus in Gronau unter Bewachung gestellt worden. Die Westfälischen Nachrichten berichteten damals: „Im Lukas mussten die Patienten auf ihren Zimmern bleiben, die Ausgabe des Frühstücks wurde unterbrochen. Zivilpolizisten in weißen Kitteln bezogen auf den Gängen des Hauses Stellung. Mit Schutzwesten und Helmen ausgerüstete Kollegen hielten derweil in den Büschen rund um das Krankenhaus Ausschau, bis die Entwarnung kam.“
Die Täter hielten jedoch nicht in Gronau, sondern fuhren über Münster nach Köln. An der Feuer- und Rettungswache an der Eper Straße in Gronau standen derweil alle Fahrzeuge einsatzbereit vor dem Gebäude. In den Garagen waren Mannschaftswagen der Polizei-Spezialeinheit untergebracht. Bis nach 11 Uhr blieben die Beamten dort, dann fuhren sie Richtung Köln. Bei einem Zwischenstopp in Wuppertal kauften die Entführer in einer Apotheke, einer Bäckerei und einem Fotogeschäft ein und bezahlten mit einem Teil des geraubten Geldes.
In Köln, wo Rösner, wie er später angab, den Dom sehen wollte, kam es abermals zu fragwürdigem Verhalten seitens der Journalisten, als diese am Vormittag inmitten von Passanten in der Fußgängerzone Breite Straße in der Innenstadt das Fluchtauto mit den Straftätern sowie den Geiseln umlagerten und Liveinterviews führten. Darunter war auch der spätere Fernsehmoderator Frank Plasberg, der ein Interview mit Rösner führte. Der verantwortliche Redakteur des SWF entschied allerdings, das Interview nicht zu senden.
Der Dortmunder SEK-Beamte Rainer Kesting arbeitete sich mit einem in Zivil gekleideten Notzugriffteam an das Fahrzeug heran. Er verwickelte Rösner in ein Gespräch und legte ihm dabei den Arm um den Nacken. Kesting plante, den am Steuer sitzenden Rösner mit einem Handgriff zu überwältigen, während die am hinteren Teil des Pkw postierten SEK-Beamten den finalen Rettungsschuss auf Degowski abgeben sollten. Dieser saß auf der Rückbank zwischen den Geiseln und hielt Bischoff nahezu ununterbrochen seinen Revolver an den Kopf. Kesting entschied sich gegen den Zugriff, da er ein Disziplinarverfahren gefürchtet habe. Die Kölner Einsatzführung habe ihm mit strafrechtlichen Konsequenzen gedroht, da vorher vereinbart worden sei, dass sich das Notzugriffteam dem Fahrzeug nur unbewaffnet nähern dürfe. Weder die um das Fahrzeug versammelten Journalisten noch Rösner und Degowski bemerkten die Anwesenheit der Polizei.
Einige Journalisten boten sich als Lotsen an. Besonders fiel der Express-Reporter und spätere Bild-Chefredakteur Udo Röbel auf. Er bot sich an, die Geiselnehmer im Fluchtwagen bis zur nächsten Autobahnauffahrt zu lotsen und stieg in das Fluchtfahrzeug ein. Zahlreiche Journalisten wetteiferten um die besten Bilder und folgten dem Fahrzeug der Geiselnehmer im Autopulk.

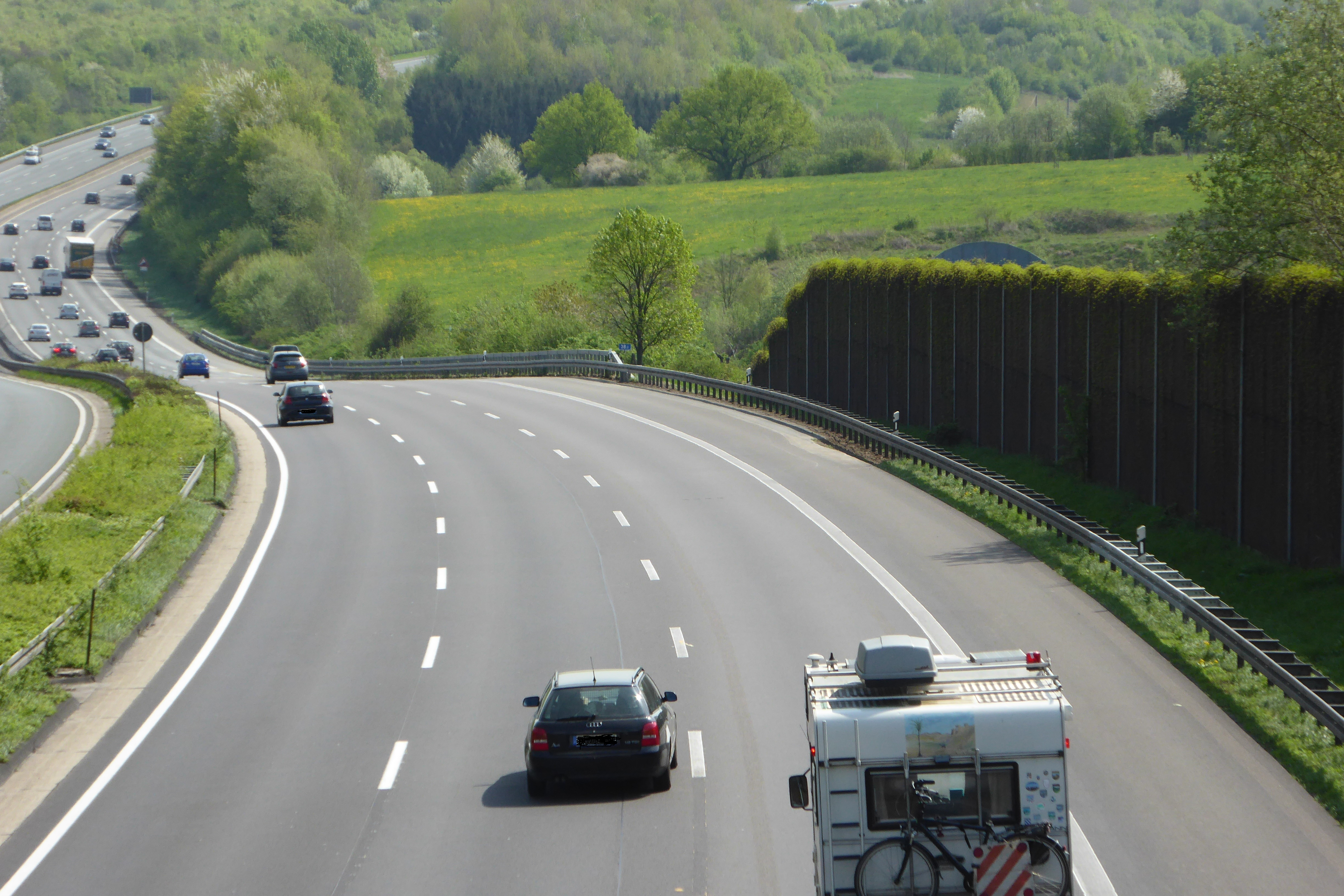
Blick von der Brücke der Kochenbacher Straße in Aegidienberg auf die A3 in Richtung Frankfurt/Main: Am Ort des Zugriffs bei Kilometer 38,0 steht hinter dem Ende der Lärmschutzmauer die vom Landesbetrieb Straßenbau in Bonn zum Gedenken gepflanzte Linde; rechts daneben sind die Spitzen der Gedenkskulptur zu erkennen. (April 2018)

Nach einem kurzen Tankstopp an der Raststätte Siegburg-West, bei dem der in Köln zugestiegene Journalist den Fluchtwagen wieder verließ, fuhren die Geiselnehmer wieder auf die A 3 in Richtung Frankfurt am Main. Vor der Anschlussstelle 34 Bad Honnef/Linz und der danach folgenden Landesgrenze zwischen Nordrhein-Westfalen und Rheinland-Pfalz machten sie ca. um 13:35 Uhr im Bad Honnefer Stadtbezirk Aegidienberg bei Autobahnkilometer 37,5 einen weiteren Halt auf dem Seitenstreifen. Während des Anfahrens vom Standstreifen rammte das Kölner Spezialeinsatzkommando (SEK) mit einem gepanzerten Sonderschutzfahrzeug den BMW. Das SEK-Fahrzeug, eine S-Klasse-Limousine, traf den Fluchtwagen nicht wie geplant an der Fahrertür, sondern am linken Hinterrad. Der schwere Mercedes schrammte an der linken Seite des BMW entlang, bevor er mit gebrochener rechter Vorderradaufhängung auf dem mittleren Fahrstreifen bei km 38,0 etwa in Höhe des Fluchtwagens zum Stehen kam. Ursprünglich war beabsichtigt, vor dem Rammstoß den Motor des präparierten BMW abzuschalten, der dafür benötigte Funksender war aber nicht mitgeführt worden. Weitere SEK-Fahrzeuge stoppten umgehend neben und hinter dem Rammwagen.
Im folgenden Schusswechsel gaben die Polizisten insgesamt 62 Schüsse ab. Während des Schusswechsels lag Rösner quer auf beiden Vordersitzen, während Löblich im Fußraum des Beifahrersitzes Schutz suchte. Bischoff befand sich auf der Rückbank hinter dem Fahrersitz, Voitle hinter dem Beifahrersitz. Laut Aussagen mehrerer SEK-Beamter zielte Rösner während des Schusswechsels durch die Vordersitze in den hinteren Teil des Fahrzeugs. Degowski, der sich zwischen den Geiseln befand, hatte zuvor einen Kreislaufkollaps erlitten und war zu Verteidigung oder Angriff nicht mehr im Stande. Rösner wurde von einer Polizeikugel in den linken Oberschenkel getroffen, diese drang dabei bis in die rechte Beckenseite ein. Infolge der Verletzung und des bewegungsunfähigen Degowskis sahen Rösner und Löblich ein, dass die Lage aussichtslos geworden war. Sie warfen die beiden Waffen aus dem Wagen und ergaben sich dem SEK. Nach dem insgesamt rund fünf Minuten dauernden Zugriff fand die Tat nach rund 54 Stunden ihr Ende.
Die 18-jährige Geisel Silke Bischoff starb durch ein Projektil aus Rösners Waffe, das nach dem Durchschuss ihrer Armbanduhr das Herz traf und dann im Rücken steckenblieb. Ob Rösner mit Tötungsabsicht abgedrückt hatte, konnte im späteren Gerichtsverfahren nicht geklärt werden. Letztlich konnte aber auch nicht ausgeschlossen werden, dass sich der tödliche Schuss aus Rösners Waffe während einer Schmerzreaktion des Täters gelöst haben könnte, als dieser selbst von der Polizei angeschossen wurde. Diese Auffassung vertrat unter anderem der Strafverteidiger Rolf Bossi, der in dem Prozess Degowski verteidigte, mehrmals. Rösner selbst bestritt vor Gericht und auch in späteren Interviews, Bischoff erschossen zu haben. Aussagen von Ines Voitle weisen jedoch darauf hin, dass er Bischoff zumindest bewusst zwischen den Vordersitzen nach vorne gezogen habe, um ihr die Pistole an den Kopf halten zu können. Die zweite Geisel Ines Voitle wurde durch eine Polizeikugel verletzt, konnte sich jedoch durch einen Sprung aus dem Auto in den Straßengraben retten, wo sie von SEK-Beamten in Empfang genommen wurde.
Nach der Beendigung der Geiselnahme gab es Vorwürfe gegen die Polizei und den Innenminister von Nordrhein-Westfalen, Herbert Schnoor, sie hätten die Geiselnahme unbedingt noch auf dem Gebiet des Bundeslandes beenden wollen und deshalb auf die Geiseln keine Rücksicht mehr genommen. Vor dem SEK-Zugriff sagte der Kölner Einsatzleiter Armin Mätzler zu seinen Beamten, „[…] dass ein Lebensrisiko für die Geiseln letztlich hinzunehmen sei“. Das rheinland-pfälzische Innenministerium hatte bereits den Bundesgrenzschutz um Übernahme der Aktion gebeten; Einsatzkräfte der GSG 9 aus dem nahen Sankt Augustin standen hinter der Landesgrenze für den Zugriff bereit. Darüber war jedoch der SEK-Leiter Schürmann vom Kölner Abschnittsleiter Verfolgung Behrendt nicht informiert worden.

## Gerichtsverfahren und Haft
Die Anklage warf Rösner und Degowski gemeinschaftlichen erpresserischen Menschenraub und Geiselnahme mit Todesfolge vor, Degowski dazu Mord und Rösner versuchten Mord. Beide wurden am 22. März 1991 vom Landgericht Essen zu lebenslangen Freiheitsstrafen verurteilt; für Rösner ordneten die Richter darüber hinaus Sicherungsverwahrung an, da sie ihn für einen sogenannten Hangtäter hielten. Rösners Freundin Marion Löblich erhielt eine neunjährige Freiheitsstrafe wegen erpresserischen Menschenraubs und Geiselnahme mit Todesfolge. Alle drei traten ihre Haft in nordrhein-westfälischen Gefängnissen an.

### Hans-Jürgen Rösner
Im Oktober 1999 wurde Rösner von der JVA Geldern in die damalige JVA Düsseldorf in Derendorf verlegt, da er in Geldern illegale Drogengeschäfte getätigt haben soll. Sein Gesuch auf vorzeitige Entlassung lehnte das Oberlandesgericht Hamm 2004 ab, ebenso eine Haftverkürzung.
Rösner war von 2004 bis 2012 in der JVA Bochum (Krümmede) inhaftiert, wo er an Hepatitis C erkrankte. Am 25. März 2009 fanden Vollzugsbeamte in seiner Einzelzelle sieben Gramm Heroin. Wegen unerlaubten Besitzes von Betäubungsmitteln verurteilte ihn ein Schöffengericht am Amtsgericht Bochum im August 2009 zu einer zusätzlichen Freiheitsstrafe von sechs Monaten. Im Oktober 2012 wurde Rösner in die JVA Rheinbach verlegt, 2013 in die JVA Aachen.
Im Oktober 2015 verließ Rösner nach 27 Jahren Haft zum ersten Mal das Gefängnis für vier Stunden im Rahmen einer begleiteten Maßnahme zur „Aufrechterhaltung der Lebenstüchtigkeit“.
Als frühester Entlassungszeitpunkt aus der Strafhaft wäre der 27. Februar 2016 in Betracht gekommen. Eine Aussetzung der lebenslangen Freiheitsstrafe nach § 57a StGB zur Bewährung würde nach § 67d Abs. 2 Satz 1 StGB auch für die Sicherungsverwahrung gelten. Ab November 2017 erhielt Rösner eine Therapie zur Resozialisierung. Im Jahre 2024 saß er noch in Haft.

### Dieter Degowski
Ein nach der Tat durchgeführter Intelligenztest ergab einen IQ im unteren Normbereich; Degowski war voll schuldfähig. Ab 1992 war er in der JVA Werl inhaftiert. Das Oberlandesgericht Hamm lehnte 2002 seine vorzeitige Haftentlassung „wegen der besonderen Schwere der Schuld“ ab. Die Dauer seiner Haft wurde auf mindestens 24 Jahre festgelegt. 2008 stellte Degowski ein Gnadengesuch, welches der damalige nordrhein-westfälische Ministerpräsident Jürgen Rüttgers im März 2009 ablehnte. Auch nachdem Degowski seine Mindesthaftstrafe verbüßt hatte, entschied die Strafvollstreckungskammer des Landgerichts Arnsberg im August 2013, dass er vorläufig weiter in Haft bleiben müsse.
Ab 2014 durfte er das Gefängnis im Rahmen von begleiteten Ausführungen verlassen. Nach Erstellung eines Gutachtens im August 2016 rechneten viele mit seiner Haftentlassung. Am 10. Oktober 2017 wurde bekannt, dass er unter Bewährungsauflagen freikommen und eine neue Identität erhalten sollte. Die Staatsanwaltschaft verzichtete auf Einspruch. Am 15. Februar 2018 wurde Degowski nach fast 30 Jahren Haft entlassen.

### Marion Löblich
Löblich wurde wegen guter Führung nach sechs Jahren Gefängnis Mitte der 1990er Jahre vorzeitig entlassen. Sie heiratete ein viertes Mal, nahm den Namen ihres Mannes an und lebte im August 2013 in Magdeburg.

## Kritik an den Medien
Durch ihre Liveberichte und -interviews boten die Medienvertreter den Tätern während der Begehung der Tat ein öffentliches Podium in bis dahin nicht gekannter Form. Dieses Verhalten der Presse rief in der Öffentlichkeit Empörung hervor.
Das Verhalten der Journalisten in Bremen wurde zum damaligen Zeitpunkt unterschiedlich bewertet. Aufgrund der chaotischen Situation gelang es Journalisten, die Freilassung von fünf Geiseln zu erreichen. Auch die Freilassung der beiden Bankangestellten auf der Raststätte Grundbergsee erreichten die Journalisten durch ein Gespräch mit Rösner. Zwei Reporter übernahmen auch den blutenden Emanuele an der Tür des Busses und zogen den schwerverletzten Jungen in den Gang der Raststätte. Vorher hielt einer der beiden Reporter den herabhängenden Kopf noch einmal „fotogerecht“ vor die Kameras.
Wegen des Fehlverhaltens der Journalisten während des Geiseldramas teilte der Deutsche Presserat am 7. September 1988 mit, dass Geiselnehmer während einer Geiselnahme nicht interviewt werden sollten und eigenmächtige Vermittlungsversuche nicht zu den Aufgaben von Journalisten gehörten. Der Pressekodex wurde entsprechend erweitert. In einem Bericht der Süddeutschen Zeitung zwanzig Jahre nach dem Geiseldrama erklärten einige der beteiligten Journalisten, sie bereuten ihr Verhalten, das zur Unterstützung der Verbrecher beigetragen habe. Frank Plasberg erklärte im Rückblick, aus damaliger Sicht nichts falsch gemacht zu haben, heutzutage würde er aber anders handeln. Auch der Berliner Tagesspiegel analysierte in einem längeren Artikel am 16. August 2018 das Verhalten der Medien.

„Das bizarre Fiasko, in dem die Einsatzkräfte während des unverschämten Katz-und-Maus-Spiels der Täter untergingen, wurde nur noch von der Sensationsgier der Reporter übertroffen. Während die Polizei im Blindflug agierte, waren die Medien umso näher dran. Direkt am Fluchtauto. Sie hatten ihre Bilder von blutüberströmten und mit der Pistole bedrohten Geiseln.“

## Kritik an der Polizei
Auch die Polizeitaktik stieß auf heftige Kritik. Den drei Einsatzleitungen in NRW (Recklinghausen bzw. Köln) und Bremen wurden schwere Organisationsfehler und psychologisches Ungeschick vorgeworfen. Dagegen verteidigte NRW-Innenminister Schnoor das polizeiliche Vorgehen, geriet aber nach dem Rücktritt des Bremer Innensenators Bernd Meyer zunehmend in Bedrängnis. Von Ministerpräsident Johannes Rau gestützt, musste sich Schnoor im Februar 1989 auf Antrag der CDU-Opposition im Landtag vor einem parlamentarischen Untersuchungsausschuss verantworten. Dort warf man ihm vor, die Gefährlichkeit der Geiselnehmer unterschätzt zu haben. Er begegnete den Vorwürfen u. a. damit, dass es „... keine falsche Entscheidungen gegeben habe, sondern nur einen Mangel an richtigen“ und blieb trotz zahlreicher Rücktrittsforderungen weiter im Amt. Im Juni 1989 wurde Schnoor von der Verantwortung für Fehler beim Polizeieinsatz entlastet. Die Einleitung eines Ermittlungsverfahrens wegen fahrlässiger Tötung lehnte die Staatsanwaltschaft Bochum ab.

## Aufarbeitung
Bekannt ist unter anderem, dass die Geisel Ines Voitle, mit späterem Nachnamen Falk, an Depressionen mit langjährigem Verlauf erkrankte. Sie trat am 12. September 2013 in der Fernsehsendung Markus Lanz auf.

### Todesopfer

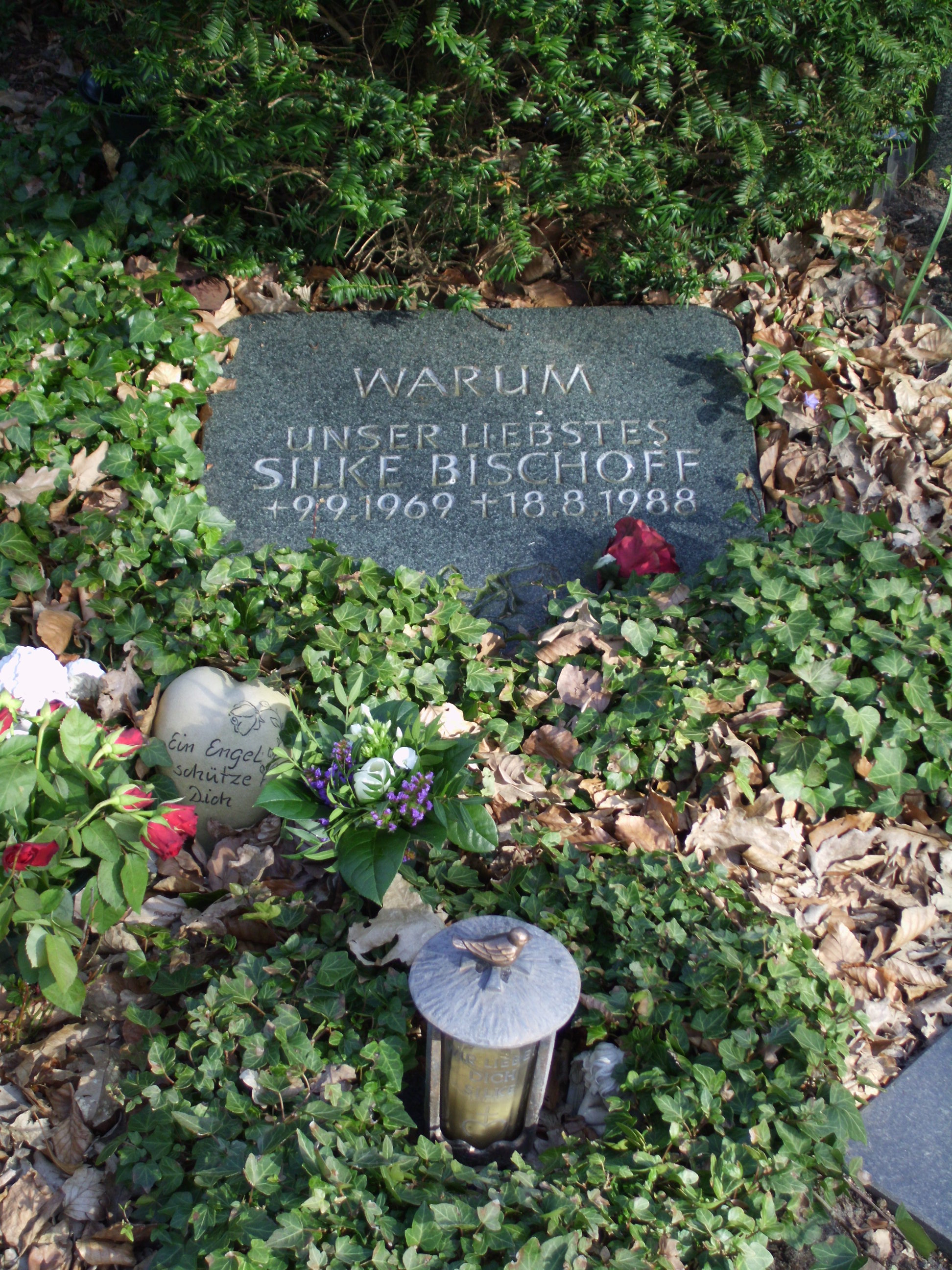
Das Grab von Silke Bischoff (April 2018)

Der 14-jährige Schüler Emanuele De Giorgi (* 25. Dezember 1973) wurde in Surbo (Italien) bestattet; seinem Sarg folgten über 25.000 Trauernde. Die Familie ging noch 1988 wieder zurück nach Italien.
Die 18-jährige Silke Bischoff (* 9. September 1969) war in der Ausbildung zur Rechtsanwaltsgehilfin am Amtsgericht Bremen. Sie ist im Familiengrab ihres zwei Jahre nach der Tat verstorbenen Großvaters Heinrich Bischoff bestattet.
Auf dem Weg zum Tatort Raststätte Grundbergsee starb der 31-jährige Polizeiobermeister Ingo Hagen (* 16. Mai 1957), als das Polizeifahrzeug mit einem Lkw kollidierte. Zwei weitere Kollegen wurden verletzt.

### Gedenkstätten
Am Kilometer 38,0 der Autobahn 3 in Richtung Frankfurt/Main, wo die Geiselnahme zu Ende ging, erinnerten ein kleines Holzkreuz und eine vom Landesbetrieb Straßenbau NRW/Außenstelle Bonn gepflanzte Linde, die von der Autobahn aus sichtbar ist, an den Tod von Silke Bischoff. Das Kreuz wurde 2002 im Zuge der Bauarbeiten für den Aegidienbergtunnel der ICE-Strecke Köln–Frankfurt am Main entfernt. Der Plan, am gleichen Ort eine Gedenkstätte zu errichten, scheiterte zunächst an Bedenken des Ordnungsamts der Stadt Bad Honnef, konnte aber später umgesetzt werden. Seit August 2009 befindet sich neben der Linde eine von dem Bildhauer Franz Hämmerle aus Windach geschaffene Skulptur aus Stahl. Beim Schusswechsel gaben die Polizeibeamten insgesamt 62 Schüsse ab, welche durch die gleiche Zahl an Einschusslöchern in der Skulptur dargestellt werden. Neben der nahegelegenen Brücke der Kochenbacher Straße wurde an der Lärmschutzmauer der A3 eine Gedenktafel angebracht.
2008 wurde ein Bürgerantrag in der Bezirksvertretung Köln-Innenstadt eingereicht, eine Stele mit Bronzetafel in der Fußgängerzone Breite Straße aufzustellen, wo am 18. August 1988 der parkende Wagen mit den Geiselnehmern und den zwei Geiseln von Schaulustigen und Journalisten umringt war. Der Antrag wurde jedoch, nach einer ablehnenden Stellungnahme der Stadtverwaltung Köln, von der Antragstellerin zurückgezogen.
Am Busbahnhof Bremen-Huckelriede, wo die Täter am Abend des 17. August 1988 einen BSAG-Bus der Linie 53 in ihre Gewalt gebracht hatten, wurde Ende März 2019 vom Bremer Senat auf dem Grünstreifen eine Stele mit dem Namen der Opfer Silke Bischoff, Emanuele De Giorgi und Ingo Hagen als Erinnerungsort eingeweiht. Die 120 cm hohe Gedenkstele aus hellem Epprechtstein-Granit mit gepunkteter Mineralstruktur ist ein Werk der Steinmetzin Katja Stelljes. Dahinter wurde ein Ginkgo-Baum gepflanzt. Der Ginkgo steht in vielen Kulturen für Freundschaft und Liebe, die Tod und Trauer überdauern. An der Vorderseite der Stele befindet sich ein QR-Code, der zu einer Seite auf bremen.de verlinkt, wo u. a. Videoaufzeichnungen der öffentlichen Feierstunde vom 30. März 2019 zu sehen sind.

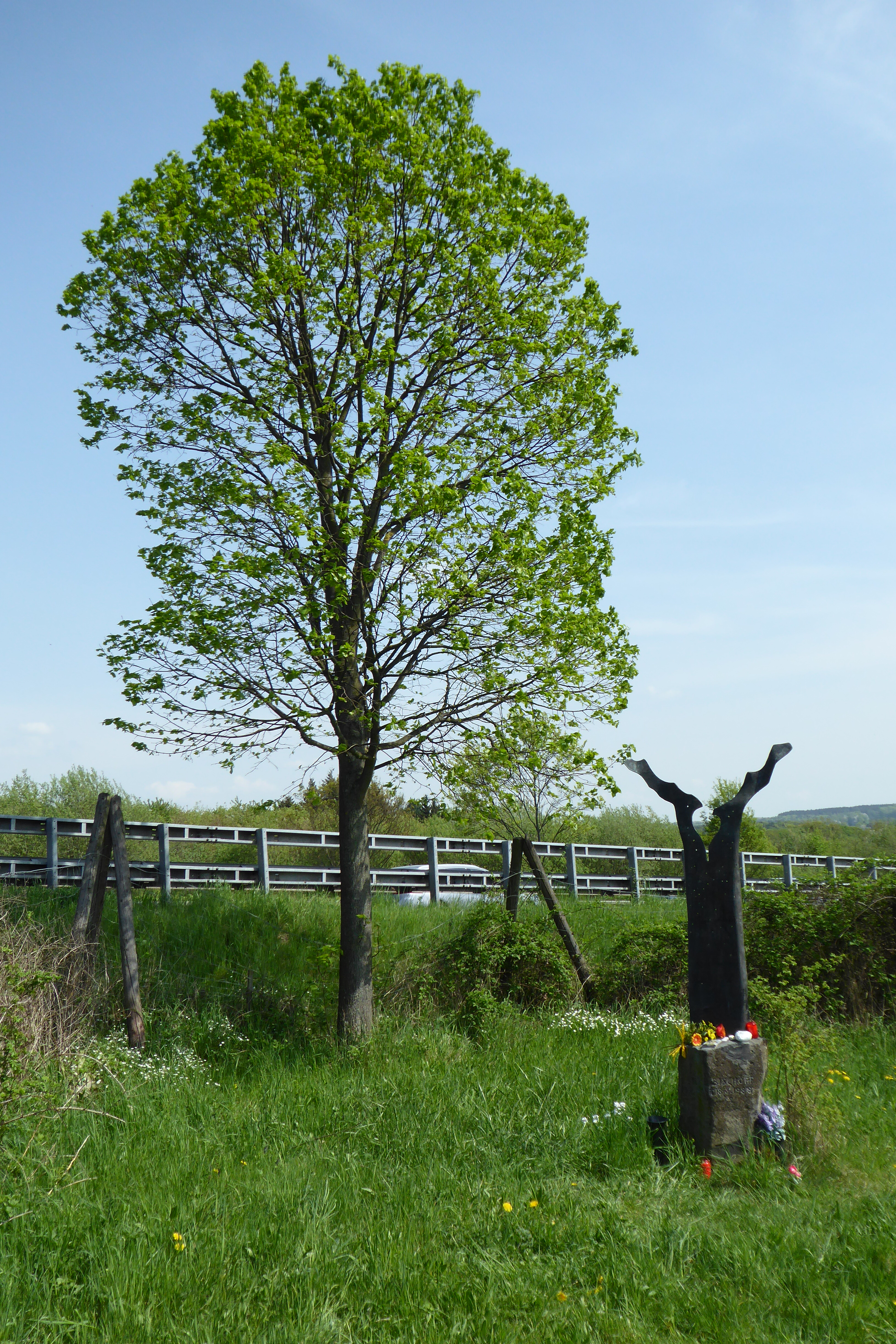
Gedenkstätte für Silke Bischoff an der Autobahn A3 bei Aegidienberg: Neben der Linde steht die von dem Bildhauer Franz Hämmerle aus Windach gestaltete Stele
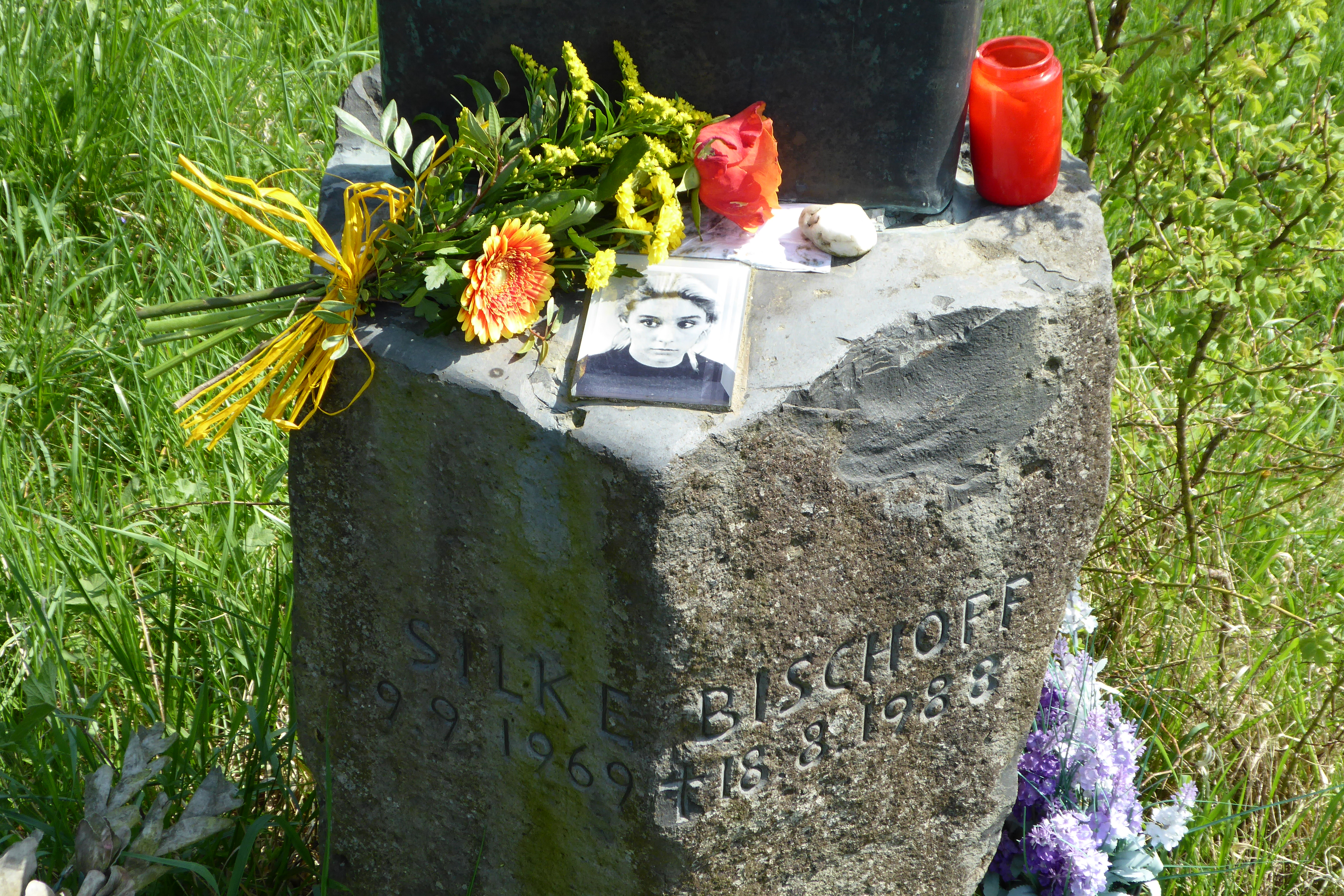
Sockel der Gedenkskulptur an der Autobahn A3
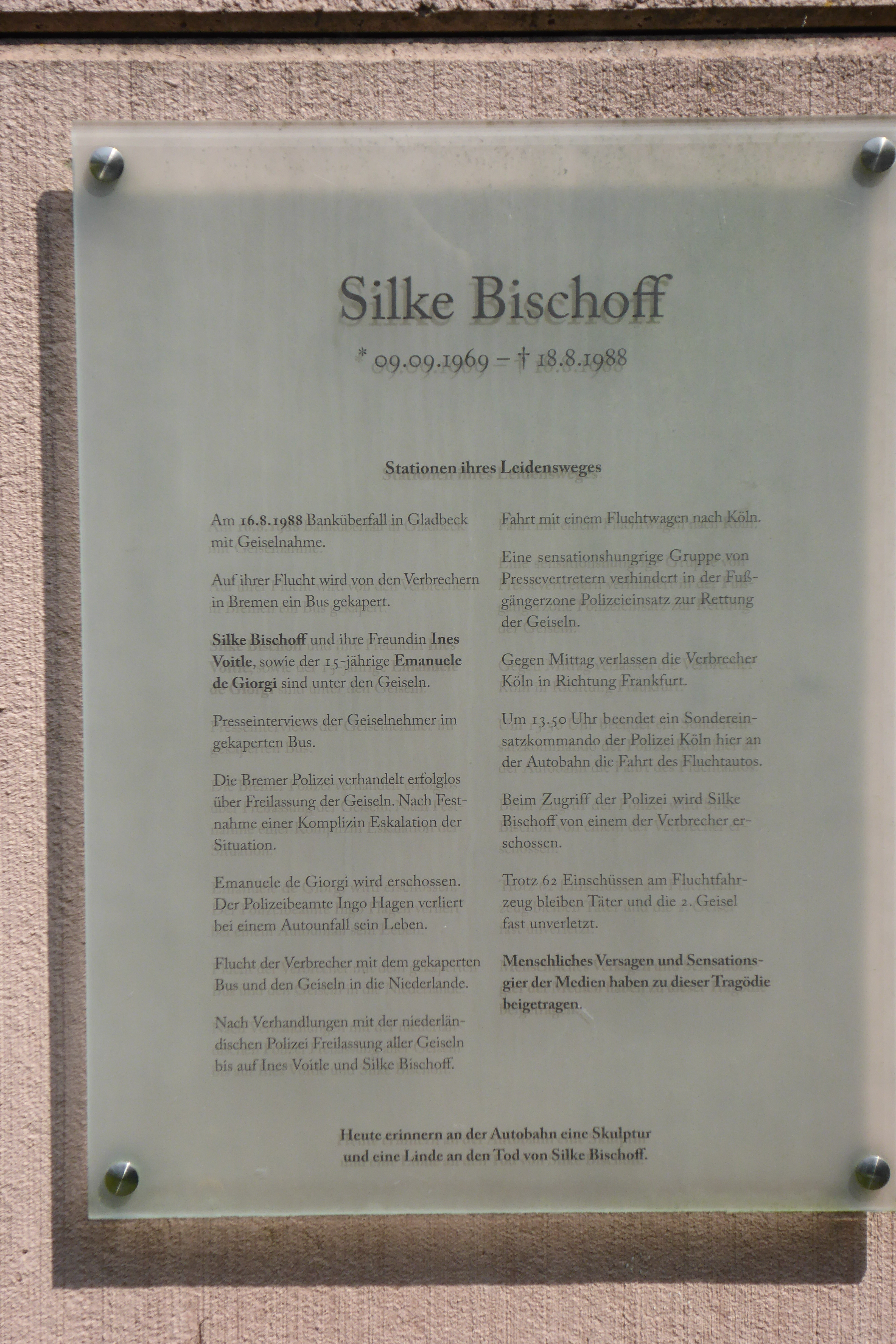
Gedenktafel an der Lärmschutzmauer der A3
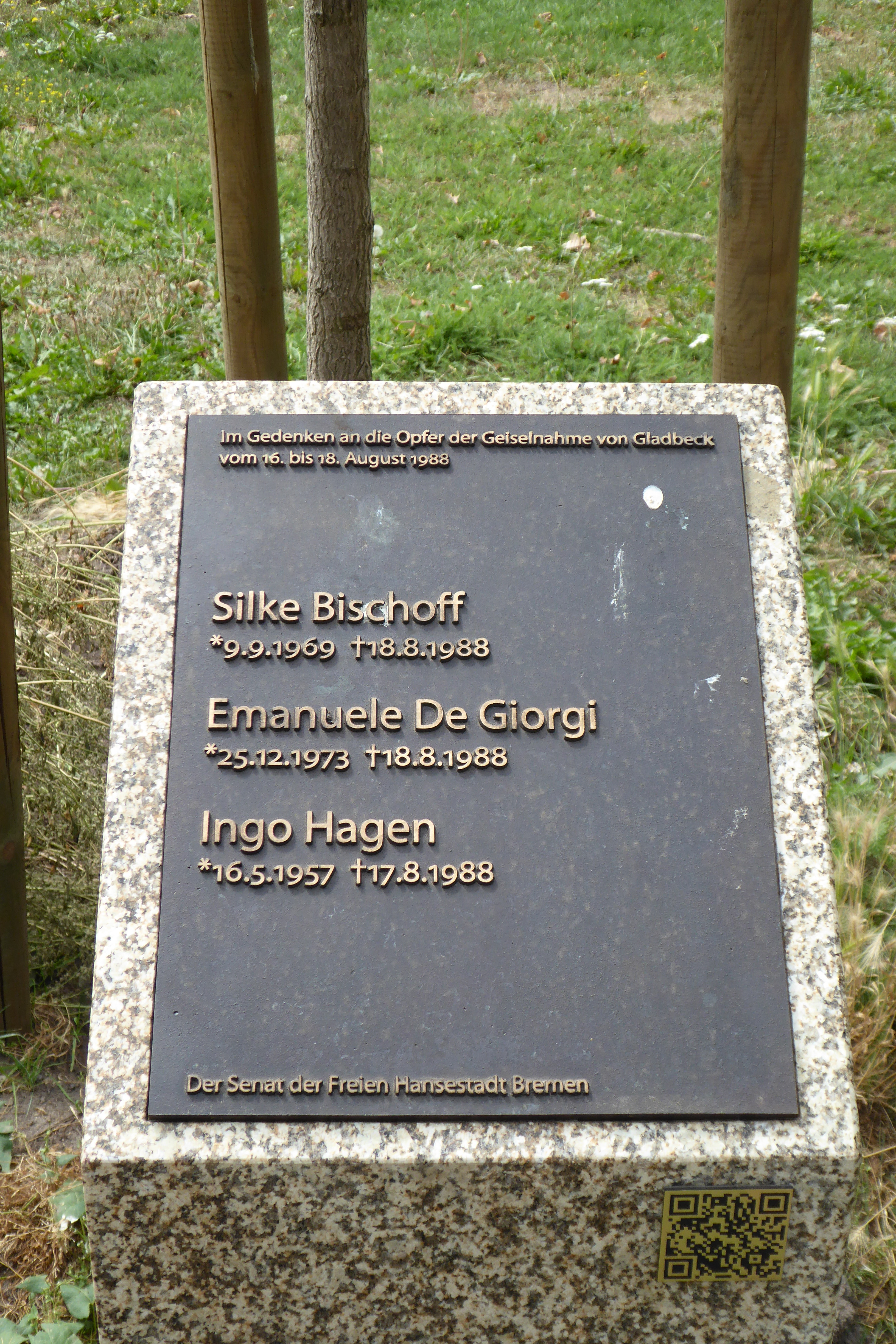
Die vom Bremer Senat Ende März 2019 auf dem Grünstreifen des Busbahnhofs Huckelriede aufgestellte Stele mit den Namen der drei Todesopfer

### Politische Aufarbeitung
Der Landtag Nordrhein-Westfalen und die Bremische Bürgerschaft beriefen 1988 Untersuchungsausschüsse ein, um etwaiges Fehlverhalten der Behörden politisch aufzuarbeiten. Der Bremer Ausschuss wertete aufgezeichneten Funkverkehr der Polizei, Videomaterial und nicht gesendete Aufnahmen von Radio Bremen aus und kam zu folgendem Ergebnis: Eine Aneinanderreihung organisatorischer Fehler, Fehleinschätzungen, technischer Pannen, Dienstanweisungsverletzungen, Kommunikationslücken, Eigenmächtigkeiten und mit fortschreitender Einsatzdauer wachsender Unklarheiten über Aufgabenverteilungen und Zuständigkeiten bei einer, wie Ausschussmitglied Martin Thomas (Grüne) es formulierte, „völlig überforderten Bremer Polizei“. Friedhelm Farthmann, SPD und damals Fraktionsvorsitzender der SPD im Landtag Nordrhein-Westfalens, sprach 2013 sogar von Staatsversagen; wörtlich sagte er gegenüber der Frankfurter Allgemeinen Sonntagszeitung: „Wir sind mit der liberalen Innenpolitik im Fall Gladbeck voll vor die Wand gefahren.“

## Rezeption

### Spielfilme
- Der experimentelle Kunstfilm Terror 2000 – Intensivstation Deutschland von Christoph Schlingensief von 1992 spielt das Gladbecker Geiseldrama auf satirische Weise nach.
- Mitte der 1990er-Jahre entstand für den Sender RTL ein aufwändiges Doku-Drama über die Ereignisse, wobei auch direkt Beteiligte zu Wort kamen. Ausgestrahlt wurde der Film im August 1998 unter dem Titel Wettlauf mit dem Tod – Das Geiseldrama von Gladbeck. RTL bestätigte damals, dass die Täter für Hintergrundgespräche zu dem Film eine „Aufwandsentschädigung“ erhalten hatten.[75]
- Der von Arte und ZDF 1999 ausgestrahlte Fernsehfilm Ein großes Ding von Bernd Schadewald stellte in einer Mischung aus Reality-TV und Drama die Ereignisse der Geiselnahme nach.
- 2014 meldete die ARD, das Geiseldrama verfilmen zu wollen. Über zwei Jahre nach der Ankündigung wurden die Dreharbeiten gestartet, Regie führte Kilian Riedhof. Im Vorfeld hatte Rösner die Produktion gerichtlich verhindern wollen, war damit jedoch gescheitert.[76][77] Die ARD strahlte den Film als Zweiteiler Gladbeck am 7. und 8. März 2018 aus.[78]

### Dokumentarfilme
- 1988 – Das Drama von Gladbeck. (= 100 Jahre – Der Countdown. Staffel 9, Episode 9). Deutschland 1999.[79]
- Gladbeck – Dokument einer Geiselnahme. Ein Film von Michael Gramberg. WDR. Deutschland 2006.[80][81][82]
- Das Geiseldrama von Gladbeck. Regie: Uli Weidenbach. ZDF-History. Deutschland 2013.[83][84]
- Das Geiseldrama von Gladbeck – Danach war alles anders. Ein Film von Nadja Kölling. Das Erste. Deutschland 2018.[85]
- Gladbeck: Das Geiseldrama. Regie: Volker Heise. Netflix. Deutschland 2022.[86][87][88]

### Musik
- Mike Oldfield verwendete ein kurzes Stück aus einem Radiobericht über das Geiseldrama für sein Lied Hostage auf dem Album Earth Moving (1989).
- Die Dark-Wave-Gruppe 18 Summers benannte sich zunächst im Frühjahr 1990 nach der Geisel Silke Bischoff. Auf Silke Bischoff wird in einigen Texten Bezug genommen, so zum Beispiel bei dem Track Why Me? vom 1991er Debüt-Album. Nach einem Rechtsstreit zwischen den Gründungsmitgliedern im Jahr 2002 wurde der Name 18 Summers („18 Sommer“) gewählt, was sich auf das Alter von Silke Bischoff zum Zeitpunkt ihrer Tötung bezieht.
- Im Liedtext von Hier auf dem ersten Album Wichtig (1993) der Hamburger Gruppe Die Sterne ist vom sogenannten „Rösner-Degowski-Syndrom“ die Rede.
- Die deutsche Hardcore-Punk-Band Hammerhead setzte ein Foto, auf dem Degowski im Auto die Waffe an den Hals von Bischoff hält, auf das Cover ihres Debütalbums Stay Where The Pepper Grows (1994), auf der Rückseite ist mittels Fotomontage Rösner als Gitarrist abgebildet.
- Die aus dem Ruhrgebiet stammende Hardrock-Gruppe Axxis veröffentlichte 1995 auf ihrem Album Matters of Survival (1995) das Lied Just a Story, das die Geschehnisse des Gladbecker Geiseldramas zwar in szenisch abgewandelter Form wiedergibt, sich aber inhaltlich mit der Sensationslust der Journalisten, die über den Fall berichteten, auseinandersetzt.
- Die deutsche Hip-Hop-Band Äi-Tiem hat 2006 ein Stück mit dem Titel Gladbeck auf dem Album Murphies Gesetz veröffentlicht. Bereits vorher wurde das Thema im Track Wenn hier einer schießt, dann bin ich das 1995 im gleichnamigen Album behandelt.
- In Anlehnung an das Cover von Hammerhead spielt 2010 auch das Cover des Albums Ausflug mit Freunden der Electro-Punk-Band Egotronic auf das Geiseldrama an.
- Die aus Meppen stammende rechtsextreme Band Saccara besingt die Geiselnahme auf dem Album Sturmfest und Erdverwachsen (Titel: Geiselnehmer).
- Die deutsche Punk-Band Emscherkurve 77 spielt auf ihrem 2016 erschienenen Album Brandgefährlich mit dem Cover auf eines der bekannten Fotos des Geiseldramas an. Außerdem befindet sich auf dem Album ein Song mit dem Titel Gladbeck, in dem insbesondere auch das Versagen von Polizei und Medien kritisiert wird.

### Kunst
Im Auftrag der Neuen Galerie Gladbeck erstellte der Künstler Markus Draper im Jahr 2011 eine künstlerische Verarbeitung der Ereignisse der Geiselnahme. In „Rentfort-Nord“ hat Draper fünf Orte des Geiseldramas anhand von zeitgeschichtlichen Vorlagen nachgebaut und mit in den Modellen nachgedrehten Videosequenzen verbunden, die sich stark am Filmmaterial der einstigen Geiseldrama-Reportagen orientieren. Die eigentliche Handlung der Geiselnahme ist dabei visuell völlig abwesend.